# Cerro del León
Cerro del León é um estratovulcão dos Andes na região de Antofagasta, Chile a 5760 metros de altitude. É uma montanha sagrada para o território local. Um local religioso inca está localizado em seu cume.

## Geologia
O vulcão tem um diâmetro de 6 quilômetros e é construído a partir de andesitos que entraram em erupção por três etapas de atividade. Duas crateras aninhadas estão no cume e têm diâmetros de 260 a 270 metros. O vulcão Lagunita é um vulcão vizinho e é mais fortemente erodido e alterado hidrotermicamente.
Cerro del León faz parte da Zona Vulcânica Central, um dos cinturões vulcânico nos Andes. A atividade vulcânica ocorre desde o Oligoceno e inclui ignimbritos dacítico-riolíticos. Além disso, o principal arco vulcânico, incluindo estratovulcões andesítico-dacítico, formou-se a 300-350 quilômetros da trincheira Peru-Chile, sobre uma crosta de 120 quilômetros de espessura. San Pedro e Lascar têm atividade histórica, mas apenas alguns vulcões foram estudados, como Lascar, Ollagüe e Parinacota.
O vulcão faz parte do lineamento San Pedro-Linzor, uma cadeia vulcânica de 65 quilômetros de comprimento que se estende de noroeste a sudeste. O alinhamento foi ativo durante o final do Pleistoceno-Holoceno e contém San Pedro-San Pablo-Paniri-Cerro del Leon-Toconce-Linzor.
O vulcão foi construído em várias fases. A base do vulcão é construída a partir de fluxos de lava andesítica que se sobrepõem diretamente ao porão dos ignimbritos. Estes surgiram no oeste e no leste, posteriormente no noroeste e no sudeste. Dacitos e andesitas formam o último estágio e a maior parte do edifício.
O vulcão estava sujeito a glaciação, deixando morenas a uma altitude de 5.200 metros (17.100 pés), formada durante a última glaciação de 15.000 a 11.000 anos atrás. Efeitos glaciais são visíveis nos flancos norte-noroeste.

### Petrologia
A lava contem fenocristais de plagioclase com quantidades variáveis de biotita, clinopiroxênio, minerais opacos e ortopiroxênio. A matriz é vítrea e contém horneblenda e plagioclase. A lava tem proporção vesicular e menor de textura amigdalóide, porfirica, traquítica e vitrófica.